# Långshyttans AIK
Der Långshyttans Allmänna Idrottsklubb (deutsch: Långshyttans Allgemeiner Sportklub) ist ein schwedischer Sportverein aus Långshyttan. Die Fußballmannschaft des Vereins trat in den 1940er Jahren eine Spielzeit in der zweithöchsten Spielklasse Schwedens an.

## Geschichte
Långshyttans AIK gründete sich 1921. Zunächst unterklassig antretend stiegen die Fußballer 1938 in die dritte Liga auf, verpassten aber ohne Saisonsieg als abgeschlagener Tabellenletzter in ihrer Staffel den Klassenerhalt. Nach dem sofortigen Wiederaufstieg etablierten sie sich im vorderen Tabellenbereich und gewannen 1943 mit sechs Punkten Vorsprung auf den Tabellenzweiten Falu BS ihre Drittligastaffel deutlich. In der anschließenden Aufstiegsrunde unterlag die Mannschaft jedoch Ljusne AIK. Nach einem vierten Rang im folgenden Jahr wiederholte die Mannschaft 1945 den Staffelsieg. Dieses Mal setzte sie sich in einem nach jeweils knappen Sieg in den regulären Spielen notwendig gewordenen Entscheidungsspiel gegen Alfta GIF durch. In seiner Zweitligastaffel hatte der Klub jedoch keine Chance auf den Klassenerhalt und beendete mit sieben Punkten Rückstand auf den von Sandvikens AIK belegten letzten Nicht-Abstiegsplatz den Platz am Tabellenende. In der folgenden Spielzeit war die Mannschaft Opfer einer Ligareform, als nach Saisonschluss die Anzahl der Drittligastaffeln von 17 auf vier reduziert wurde und sie in die Viertklassigkeit durchgereicht wurde. Damit verabschiedete sie sich vom höherklassigen schwedischen Fußball.